# Saúl Ñíguez
Ñíguez  Esclapez est un nom espagnol. Le premier nom de famille, en général paternel, est Ñíguez ; le second, en général maternel, souvent omis, est Esclapez.
Ne pas confondre avec son compatriote Saúl Berjón.
Saúl Ñíguez Esclapez, plus communément appelé Saúl Ñíguez ou simplement Saúl, né le 21 novembre 1994 à Elche, est un footballeur international espagnol qui évolue au poste de milieu central au CR Flamengo.
Il remporte le Championnat d'Europe de football des moins de 19 ans en 2012 avec l'Espagne.

## Biographie

### Enfance et vie familiale
Le père de Saúl Ñíguez, José Antonio Ñíguez (dit Boria), ainsi que ses frères Aarón Ñíguez et Jonathan Ñíguez (es) ont fait ou font une carrière professionnelle. À l'âge de 11 ans, il entre au centre de formation du Real Madrid avant de partir, deux ans plus tard, à l'Atlético de Madrid.

### Carrière en club

#### Débuts avec l'Atlético de Madrid (2010-2013)
Saúl Ñíguez fait ses débuts senior avec l'équipe réserve lors de la saison 2010-2011. Il joue 22 matchs en troisième division espagnole. Il marque son premier but le 10 avril 2011 contre l'Extremadura UD.
Il rejoint l'équipe première durant l'été 2011 pour les entraînements de pré-saison. Le 10 juillet, il marque à deux reprises lors du match amical remporté 19 à 1 contre le CD Arcángel.
Il joue son premier match avec l'équipe première des Colchoneros le 8 mars 2012, à l'âge de 17 ans et 108 jours, en entrant en jeu lors des 16es de finale de Ligue Europa contre le Beşiktaş (victoire 3-1 de l'Atlético). Il devient le plus jeune joueur du club à disputer une rencontre de coupe d'Europe. Remplaçant, il joue son second match le 20 septembre, en Ligue Europa face à l'Hapoël Tel-Aviv FC. Deux jours plus tard, il marque deux fois avec l'équipe B, lors du derby face au Real Madrid C.
Il fait ses débuts en Liga le 21 avril 2013, en remplaçant Koke lors d'une victoire 1-0 contre Séville. Egalement remplaçant, il joue un deuxième match avec l'équipe première en Liga, le 4 mai, contre le Deportivo La Corogne.

#### Prêt au Rayo Vallecano (2013-2014)
Le 21 juillet 2013, Saúl est prêté, après une grande partie des entraînements de pré-saison à Madrid, au Rayo Vallecano pour la saison 2013-2014.
Il fait ses débuts avec son nouveau club le 19 août 2013 dès la première journée de championnat, lors d'un match remporté par le Rayo 3 à 0 face à Elche. Le 24 novembre, il marque son premier but en Liga lors d'une défaite 4 à 1 face à l'Espanyol de Barcelone.
Saúl est une pièce maîtresse du jeu du Vallecano, capable de jouer en défense comme au milieu de terrain. Il permet ainsi au club de réaliser son objectif, se maintenir en Liga, à trois journées de la fin. Il joue un total de 37 matchs et marque deux buts.
Après ses bonnes performances au Rayo, l'Atlético décide, le 17 février 2014, de prolonger Saúl jusqu'en 2019.

#### Atlético de Madrid (2014-2025)

##### Première saison complète en équipe première (2014-2015)
Pour son retour à l'Atlético, il participe aux deux matchs de Supercoupe d'Espagne 2014 contre le Real Madrid. Le club remporte la compétition après un match nul 1-1 (où Saúl débute) et une victoire 1-0 à Vicente-Calderón,.
Lors du derby de Madrid, le 7 février 2015, Saúl remplace Koke, blessé et marque le deuxième but de son équipe, d'une bicyclette, peu après son entrée. L'Atlético remporte le match 4 buts à 0.

##### Révélation en 2015-2016
Lors de la saison 2015-2016, avec le départ de Mario Suárez et la blessure de Tiago, Saúl devient une pièce maîtresse dans le milieu de terrain utilisé par Diego Simeone,.
Ses prestations en Ligue des champions pendant la saison 2015-2016 lui offrent une notoriété grandissante en Europe. Ainsi, en quart de finale, contre le FC Barcelone, lors du match retour, il délivre une passe décisive à son coéquipier Antoine Griezmann. En demi-finale, contre le Bayern Munich, lors du match aller, il marque le but de la victoire sur un exploit individuel, après avoir dribblé quatre joueurs adverses,. Il dispute ensuite la finale que son club perd aux tirs au but contre le Real Madrid. Saúl Ñíguez réussit durant ce match son tir au but. En fin de saison, son contrat est prolongé jusqu'en 2021. Il est assorti d'une clause libératoire de 80 millions d'euros. Un an plus tard, son contrat est prolongé jusqu'en 2026 avec une clause qui atteint cette fois 150 millions d'euros.
La saison 2020-2021 marque un début de déclin pour le joueur qui se retrouve moins titulaire que lors des saisons précédentes.

#### Prêt à Chelsea (2021-2022)
Le 31 août, Saúl est prêté à Chelsea pour une saison. L'entraîneur Thomas Tuchel l'utilise comme ailier gauche. Saúl participe à 23 rencontres durant cette saison avant de reprendre sa place dans l'effectif de l'Atlético.

#### Retour à l'Atlético (2022-2025)
Saúl Ñíguez quitte le club à l'été 2024 après avoir pris part à 427 rencontres.

#### Prêt au FC Seville (2024-2025)
En 2024, l'Atlético Madrid renouvelle le contrat de certains de ses joueurs en y incluant une diminution du salaire. Saúl Ñíguez, dont le salaire est de 14 millions d'euros brut par an, est le seul joueur de la formation madrilène qui garde un contrat « exorbitant » alors que son niveau de jeu n'est plus celui de ses meilleures années. Le 15 juillet 2024, il rejoint le FC Séville dans le cadre d'un « prêt extensible ». Son début de saison est perturbé par une déchirure à un ischio-jambier survenue fin septembre, ce qui le contraint à deux mois d'absence des compétitions. Il est également atteint en fin de saison d'une tendinite à un tendon rotulien, ce qui l'amène à jouer sous infiltration puis de devoir déclarer forfait en mai lors d'un match de Liga contre le Real Madrid. Il est auteur de 6 passes décisives durant sa saison de Liga pour 24 rencontres disputées, certaines l'ayant été avec le brassard de capitaine.

#### Flamengo (depuis 2025)
En juillet 2025, le contrat de Saúl Ñíguez avec l'Atlético de Madrid est résilié un an avant son terme. Proche de rejoindre le club turc de Trabzonspor, il décide finalement de rejeter cette offre pour « motifs familiaux ». Il s'engage ensuite avec le club brésilien du CR Flamengo avec un contrat portant jusqu'en décembre 2028 et il y porte le numéro 8,. 

### En équipe nationale
Membre d'une liste provisoire de 25 joueurs espagnols sélectionnés pour disputer l'Euro 2016, Saúl Ñíguez ainsi qu'Isco ne font pas partie de la liste définitive de 23 joueurs annoncée le 31 mai.
Il fait ses débuts en équipe nationale le 1er septembre 2016 lors d'un match amical face à la Belgique.
Saúl participera par la suite aux Championnats d'Europe espoirs en 2017. L'équipe d'Espagne espoirs atteint la finale, notamment grâce à un triplé de Saúl face à l'Italie en demi-finale. L'Espagne s'incline finalement en finale face à l'Allemagne sur le score de un à zéro. Saúl finit tout de même meilleur buteur de la compétition avec cinq buts.
Saúl Ñíguez est sélectionné par Julen Lopetegui pour participer à la Coupe du monde 2018. Néanmoins, Ñíguez ne profite pas du changement d'entraineur survenu peu avant le tournoi, puisque le nouveau sélectionneur Fernando Hierro ne lui donnera pas de temps de jeu lors de la Coupe du monde.
Il est ensuite sélectionné par le nouvel entraineur Luis Enrique pour la Ligue des nations. Titulaire, Saúl y marque son premier but en équipe nationale le 8 septembre 2018 face à l'Angleterre (victoire 2-1). Il récidive le match suivant en inscrivant un but lors de l'imposante victoire espagnole face à la Croatie (score : 6-0) dans sa ville natale d'Elche.

### Controverse
La situation contractuelle de Saúl Ñíguez est sujette à controverse. En effet, son contrat est publié par le site Football Leaks : il apparaît que le joueur fait l'objet d'une forme de tierce propriété, pratique pourtant interdite.

### Vie privée
En 2020, il explique suivre un régime végétalien, après avoir initialement suivi un régime végétarien depuis 2015. En parallèle, il investit dans la société Heura, une marque de protéines végétales.

## Profil de joueur
Joueur gaucher, Saúl Ñíguez est décrit comme un joueur capable d'évoluer à toutes les positions de milieu de terrain, sans point fort ni point faible. Joueur plutôt à l’aise techniquement, il possède de nombreuses qualités techniques en matière de dribbles.

## Statistiques

### Statistiques détaillées
| Saison                | Club                  | Championnat           | Championnat | Championnat | Championnat | Coupe nationale | Coupe nationale | Coupe nationale | Coupe de la Ligue | Coupe de la Ligue | Coupe de la Ligue | Supercoupe | Supercoupe | Supercoupe | Compétition(s) continentale(s) | Compétition(s) continentale(s) | Compétition(s) continentale(s) | Compétition(s) continentale(s) | Supercoupe de l'UEFA | Supercoupe de l'UEFA | Supercoupe de l'UEFA | Coupe du monde des clubs | Coupe du monde des clubs | Coupe du monde des clubs | Espagne | Espagne | Espagne | Total | Total | Total |
| Saison                | Club                  | Division              | M.          | B.          | P.d.        | M.              | B.              | P.d.            | M.                | B.                | P.d.              | M.         | B.         | P.d.       | Comp.                          | M.                             | B.                             | P.d.                           | M.                   | B.                   | P.d.                 | M.                       | B.                       | P.d.                     | M.      | B.      | P.d.    | M.    | B.    | P.d.  |
| 2011-2012             | Atlético de Madrid    | Liga                  | -           | -           | -           | -               | -               | -               | -                 | -                 | -                 | -          | -          | -          | C3                             | 1                              | 0                              | 0                              | -                    | -                    | -                    | -                        | -                        | -                        | -       | -       | -       | 1     | 0     | 0     |
| 2012-2013             | Atlético de Madrid    | Liga                  | 2           | 0           | 0           | 2               | 0               | 0               | -                 | -                 | -                 | -          | -          | -          | C3                             | 7                              | 0                              | 0                              | 0                    | 0                    | 0                    | -                        | -                        | -                        | -       | -       | -       | 11    | 0     | 0     |
| 2014-2015             | Atlético de Madrid    | Liga                  | 24          | 4           | 2           | 4               | 0               | 0               | -                 | -                 | -                 | 2          | 0          | 0          | C1                             | 5                              | 0                              | 0                              | -                    | -                    | -                    | -                        | -                        | -                        | -       | -       | -       | 35    | 4     | 2     |
| 2015-2016             | Atlético de Madrid    | Liga                  | 31          | 4           | 2           | 4               | 2               | 0               | -                 | -                 | -                 | -          | -          | -          | C1                             | 13                             | 3                              | 2                              | -                    | -                    | -                    | -                        | -                        | -                        | -       | -       | -       | 48    | 9     | 4     |
| 2016-2017             | Atlético de Madrid    | Liga                  | 33          | 4           | 3           | 8               | 1               | 1               | -                 | -                 | -                 | -          | -          | -          | C1                             | 12                             | 4                              | 0                              | -                    | -                    | -                    | -                        | -                        | -                        | 3       | 0       | 1       | 56    | 9     | 5     |
| 2017-2018             | Atlético de Madrid    | Liga                  | 36          | 2           | 4           | 5               | 0               | 0               | -                 | -                 | -                 | -          | -          | -          | C1+C3                          | 6+9                            | 1+3                            | 0                              | -                    | -                    | -                    | -                        | -                        | -                        | 7       | 0       | 0       | 63    | 6     | 4     |
| 2018-2019             | Atlético de Madrid    | Liga                  | 33          | 4           | 1           | 3               | 0               | 2               | -                 | -                 | -                 | -          | -          | -          | C1                             | 8                              | 1                              | 0                              | 1                    | 1                    | 0                    | -                        | -                        | -                        | 6       | 2       | 1       | 51    | 8     | 4     |
| 2019-2020             | Atlético de Madrid    | Liga                  | 35          | 6           | 0           | 1               | 0               | 0               | -                 | -                 | -                 | 2          | 0          | 0          | C1                             | 9                              | 1                              | 0                              | -                    | -                    | -                    | -                        | -                        | -                        | 3       | 1       | 0       | 50    | 8     | 0     |
| 2020-2021             | Atlético de Madrid    | Liga                  | 33          | 2           | 1           | 2               | 0               | 0               | -                 | -                 | -                 | -          | -          | -          | C1                             | 6                              | 0                              | 0                              | -                    | -                    | -                    | -                        | -                        | -                        | -       | -       | -       | 41    | 2     | 1     |
| 2021-2022             | Atlético de Madrid    | Liga                  | 3           | 0           | 1           | 0               | 0               | 0               | -                 | -                 | -                 | -          | -          | -          | C1                             | 0                              | 0                              | 0                              | -                    | -                    | -                    | -                        | -                        | -                        | -       | -       | -       | 3     | 0     | 1     |
| 2022-2023             | Atlético de Madrid    | Liga                  | 31          | 3           | 1           | 2               | 0               | 0               | -                 | -                 | -                 | -          | -          | -          | C1                             | 5                              | 0                              | 0                              | -                    | -                    | -                    | -                        | -                        | -                        | -       | -       | -       | 38    | 3     | 1     |
| 2023-2024             | Atlético de Madrid    | Liga                  | 34          | 1           | 5           | 4               | 0               | 0               | -                 | -                 | -                 | 1          | 0          | 0          | C1                             | 10                             | 1                              | 0                              | -                    | -                    | -                    | -                        | -                        | -                        | -       | -       | -       | 49    | 2     | 5     |
| Sous-total            | Sous-total            | Sous-total            | 295         | 30          | 19          | 35              | 3               | 3               | 0                 | 0                 | 0                 | 5          | 0          | 0          | -                              | 91                             | 14                             | 2                              | 1                    | 1                    | 0                    | 0                        | 0                        | 0                        | 19      | 3       | 2       | 446   | 51    | 26    |
| 2013-2014             | Rayo Vallecano (prêt) | Liga                  | 34          | 2           | 1           | 3               | 0               | 0               | -                 | -                 | -                 | -          | -          | -          | -                              | -                              | -                              | -                              | -                    | -                    | -                    | -                        | -                        | -                        | -       | -       | -       | 37    | 2     | 1     |
| 2021-2022             | Chelsea FC (prêt)     | Premier League        | 10          | 0           | 0           | 3               | 1               | 0               | 4                 | 0                 | 0                 | -          | -          | -          | C1                             | 5                              | 0                              | 0                              | -                    | -                    | -                    | 1                        | 0                        | 0                        | -       | -       | -       | 23    | 1     | 0     |
| 2024-2025             | Séville FC (prêt)     | Liga                  | 24          | 1           | 6           | 2               | 0               | 0               | -                 | -                 | -                 | -          | -          | -          | -                              | -                              | -                              | -                              | -                    | -                    | -                    | -                        | -                        | -                        | -       | -       | -       | 26    | 1     | 6     |
| 2025                  | CR Flamengo           | Série A               | -           | -           | -           | -               | -               | -               | -                 | -                 | -                 | -          | -          | -          | -                              | -                              | -                              | -                              | -                    | -                    | -                    | -                        | -                        | -                        | -       | -       | -       | 0     | 0     | 0     |
| Total sur la carrière | Total sur la carrière | Total sur la carrière | 363         | 33          | 26          | 43              | 4               | 3               | 4                 | 0                 | 0                 | 5          | 0          | 0          | -                              | 96                             | 14                             | 2                              | 1                    | 1                    | 0                    | 1                        | 0                        | 0                        | 19      | 3       | 2       | 532   | 55    | 33    |

### Buts internationaux
| 0   | Sélection | Date              | Lieu                                   | Adversaire | Score | Résultats | Compétitions                |
| --- | --------- | ----------------- | -------------------------------------- | ---------- | ----- | --------- | --------------------------- |
| 1er | 11        | 8 septembre 2018  | Wembley Stadium, Londres, Angleterre   | Angleterre | 1-1   | V 1-2     | Ligue des nations 2018-2019 |
| 2e  | 12        | 11 septembre 2018 | Manuel Martínez Valero, Elche, Espagne | Croatie    | 1-0   | V 6-0     | Ligue des nations 2018-2019 |
| 3e  | 18        | 12 octobre 2019   | Ullevaal Stadion, Oslo, Norvège        | Norvège    | 0-1   | N 1-1     | Éliminatoires Euro 2020     |

## Palmarès

### En club (6)
Atlético de Madrid (6)
- Champion d'Espagne en 2021
- Vainqueur de la Coupe du Roi en 2013
- Vainqueur de la Supercoupe d'Espagne en 2014
- Vainqueur de la Ligue Europa en 2012 et 2018
- Vainqueur de la Supercoupe de l'UEFA en 2018
- Finaliste de la Ligue des champions  en 2016
- Finaliste du la Supercoupe d'Espagne en 2020

 Chelsea (1)
- Vainqueur de la Coupe du monde des clubs en 2021

### En sélection  nationale (2)
Équipe d'Espagne U18 (1)
- Vainqueur de la Coupe de l'Atlantique en 2012

 Équipe d'Espagne U19 (1)
- Vainqueur du Championnat d'Europe des moins de 19 ans en 2012

 Espagne d'Espagne Espoirs
- Finaliste du Championnat d'Europe Espoirs en 2017

## Distinctions personnelles

### En club
Atlético de Madrid
- Membre de l'équipe type de la Ligue Europa en 2018

### En sélection nationale
Équipe d'Espagne U19
- Membre de l'équipe type du Championnat d'Europe des moins de 19 ans en 2012

 Equipe d'Espagne Espoirs
- Meilleur buteur du Championnat d'Europe Espoirs en 2017
- Membre de l'équipe type du Championnat d'Europe Espoirs en 2017